# Театр фон Краля
Театр фон Краля (эст. Von Krahli Teater) — драматический театр в столице Эстонии, Таллине, созданный в 1992 году на базе труппы под руководством режиссёра Пеэтера Ялакаса.
Является первым в Эстонии частным театром, основанным после восстановления в 1991 году эстонской государственности. Хотя официальной датой основания театра считается 1992 год, труппа под руководством Пеэтера Ялакаса, образовалась ещё раньше. Здание театра, где помимо спектаклей также проходят концерты, находится в Старом городе Таллина на улице Ратаскаэву.
Руководитель театра — Пеэтер Ялакас (род. 1961).
Начиная с 2003 года при театре действует Академия фон Краля (эст. Von Krahli Akadeemia), которая организует лекции, диспуты и встречи с режиссёрами и актёрами.
В 2007 году театром совместно с Вильяндиской Академией культуры Тартуского университета организована актёрская школа.